# Битва при Танпхо
Битва при Танпхо (кор. 唐浦海戰, 당포 해전, яп. 唐浦海戦; 10 липня 1592) — морський бій, що відбувся між японським і корейським флотом у бухті Танпхо в ході Імджинської війни. Друга битва другої кампанії Лі Сунсіна.

## Короткі відомості
Після битви при Сачхоні 8 липня 1592 року корейський флот під командуванням Лі Сунсіна і Вон Гюна вийшов у відкрите море біля острова Сарян і спочивав там два дні. 10 липня адмірал отримав повідомлення, що новий японський флот числом у 21 судно перебуває у бухті Танпхо. Цим флотом командував Кірісіма Мітіюкі, який вислав частину вояків на берег і наказав сплюндрувати навколишні поселення в помсту за поразку під Сачхоном.
Коли об'єднана ескадра Лі Сунсіна і Вон Гюна підійшла до бухти Танпхо, виявилося що усі японські судна стоять на якорі, розділившись у дві колони. Серед них був і флагманський корабель, на якому знаходився Кірісіма. Лі Сунсін вирішив скористатися нерухомістю противника, оточив його і відкрив вогонь з гармат. Посередині двох ворожих колон адмірал пустив «корабель-черепаху», який таранив і топив кораблі противника. У розпалі битви капітан одного з корейських кораблів Квон Чун вразив стрілою японського головнокомандувача Кірісіму. Смерть останнього викликала переполох серед японських вояків, які заходилися тікати з бухти. Під час обстрілу загинули також інший японський командир Камеї Коренорі. Користуючись сум'яттям, Лі Сунсін висадив десант на берег, щоб зруйнувати японську морську базу, але незабаром був змушений відкликати його, оскільки дізнався що нова японська ескадра з 20 човнів вирушила з-під острова Коджо на поміч флоту в Танпхо. Під вечір корейці швидко полишили бухту, відступивши до острова Чансон.
Через 2 дні Лі Сунсін і Вон Гюн об'єдналися з ескадрою правого флоту провінції Чолла під проводом Лі Оккі.